# Rohrau
Rohrau è un comune austriaco di 1 612 abitanti nel distretto di Bruck an der Leitha, in Bassa Austria; ha lo status di comune mercato (Marktgemeinde). È il paese natale dei compositori Franz Joseph e Michael Haydn.

## Monumenti e luoghi d'interesse
- Castello di Rohrau